# 天台乡
天台乡，是中华人民共和国四川省达州市宣汉县曾经下辖的一个乡。2020年6月，撤销天台乡，将其所属行政区域划归南坝镇管辖。

## 行政区划
天台乡撤销前下辖以下地区：
赤溪社区、胡坪村、董坪村、义和村、尖包村、柑子村和天台村。